# Cyriak I (biskup Bizancjum)
Cyriak I – biskup Bizancjum w latach 217–230. 